# 济宁市第一人民医院
济宁市第一人民医院，位于山东省济宁市任城区健康路6号，始建于1896年，前身为美国教会巴可门医院和山东省立医院第三分院，1994年，济宁市第一人民医院被评为全国首批三级甲等医院。目前，济宁市第一人民医院是山东第一医科大学的非直属附属医院。

## 撤稿事件
2018年以来，济宁市第一人民医院发生了多起学术论文撤稿事件，引起广泛关注。从2021年9月7日到2022年1月21日，济宁市第一人民医院陆续发布10份通报，涉及107篇论文和107起学术不端事件，对相关责任人分别给予院内通报批评、科研诚信诫勉谈话、党内警告、行政警告、免职等处理措施。
2025年2月，《自然》网站刊文称济宁市第一人民医院是全世界撤稿率最高的机构。